# Thành Điện Hải
Thành Điện Hải là một di tích quốc gia đặc biệt tọa lạc tại thành phố Đà Nẵng, Việt Nam. Tòa thành được xây dựng lần đầu vào năm Gia Long thứ 12 (năm 1813) với mục đích kiểm soát tàu thuyền và trấn giữ Đà Nẵng. Đến năm Minh Mạng thứ 4 (năm 1823), thành được di dời và xây dựng lại theo kiến trúc kiểu Vauban. Đây là thành lũy có vai trò vô cùng quan trọng góp phần đánh bại cuộc tấn công của thực dân Pháp vào Đà Nẵng những năm 1858–1860.

## Lịch sử

### Giai đoạn thờiNhà Nguyễn
Vào thế kỷ XIX, Đà Nẵng là cửa ngõ của kinh thành Huế, là hải cảng quan trọng nhất ở miền Trung Việt Nam. Nhưng trước đó, từ thế kỷ XVI, cảng Đà Nẵng đã được thuyền buôn phương Tây chú ý, chính vì thế theo quy định của Triều đình Huế, cảng Đà Nẵng là cửa ngõ duy nhất để thông thương với bên ngoài, vừa để kiểm soát tàu thuyền nước ngoài, vừa tránh sự dòm ngó của người ngoại quốc đối với kinh đô. 

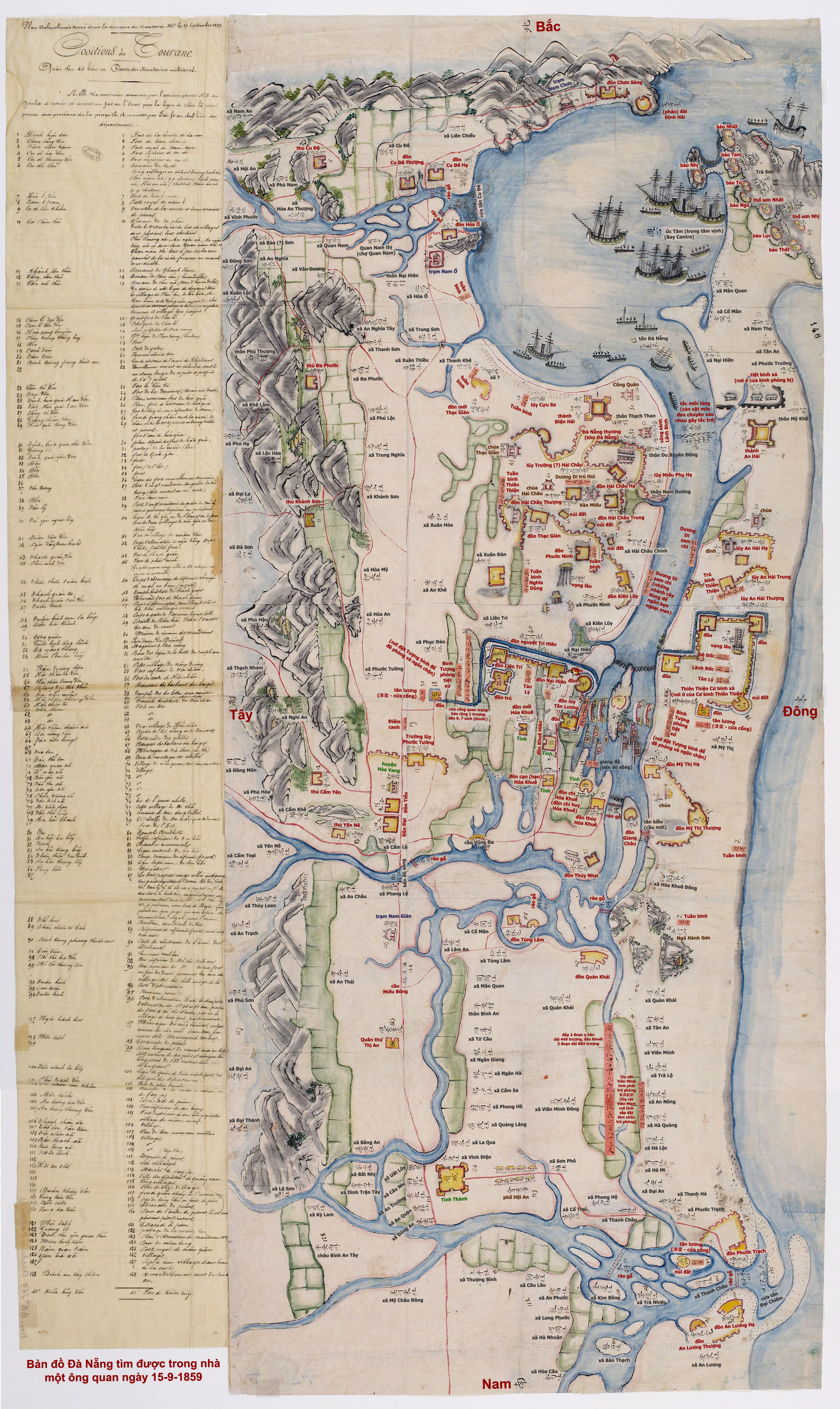
Bản đồ Đà Nẵng xưa tìm được trong nhà một vị võ quan Đại Nam ngày 15-9-1859. Có thể thấy vị trí Thành Điện Hải nằm ở tả ngạn sông Hàn.

Với vị trí quan trọng của thương cảng Đà Nẵng, khi vừa lên ngôi vào năm 1802, vua Gia Long (Triều Nguyễn) đã lo tổ chức canh phòng vùng đất này, bằng việc cho xây dựng nhiều đồn lũy ở bán đảo Sơn Trà và dọc hai bên bờ sông Hàn. Đến năm 1813 (năm Gia Long thứ 12), vua cho đắp, xây dựng đài Điện Hải bằng đất, nằm ở tả ngạn sông Hàn gần cửa biển Đà Nẵng. Đài được xây dựng với mục đích kiểm soát tàu thuyền và trấn giữ Đà Nẵng.
Đài Điện Hải ban đầu được đắp bằng đất và gần cửa biển nên bị nước và sóng biển xâm thực, gây nguy cơ sụp đổ. Vào năm Minh Mạng thứ 4 (năm 1823), đài Điện Hải được dời vào bên trong đất liền, được xây dựng kiên cố bằng gạch trên một gò đất cao nằm ở tả ngạn sông Hàn, về phía tây, tại vùng Tràm Trẹm thuộc phường Thạch Thang (địa điểm của di tích ngày nay). Đài này được người Pháp gọi là Fort de l’,Ouest (Pháo đài phía Tây) để phân biệt với đài An Hải - Fort de l’,Est (Pháo đài phía Đông). Đến năm Minh Mạng thứ 15 (1835) được đổi tên là Thành Điện Hải và được dùng cho đến ngày nay. Tòa thành được tiếp tục xây dựng và củng cố vào năm Thiệu Trị thứ 7 (năm 1847). Trong thời kỳ này, Thành Điện Hải là một trong những công trình phòng thủ quan trọng nhất ở Đà Nẵng cùng với Thành An Hải bên kia tả ngạn sông Hàn kiểm soát tàu thuyền vào ra ở cửa biển Đà Nẵng.

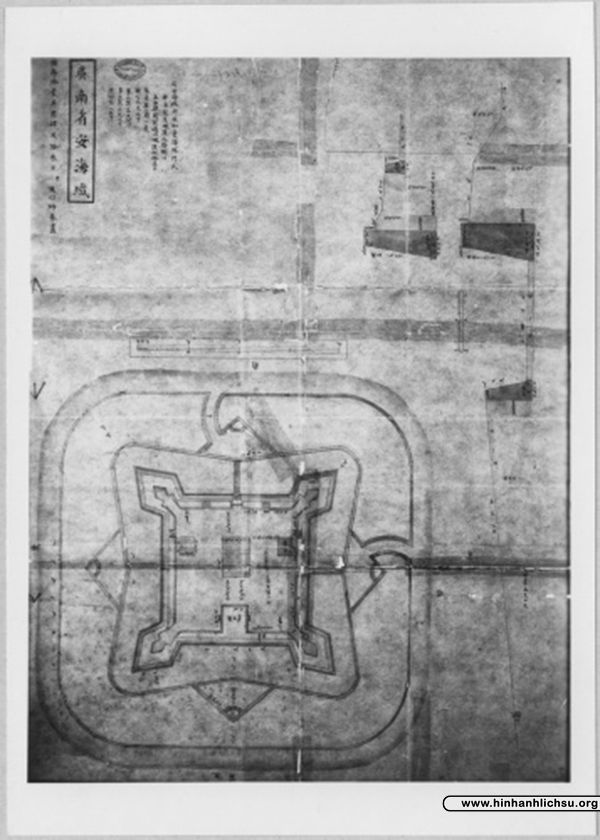
Bản vẽ Thành An Hải, vế đối của Thành Điện Hải, được vẽ vào năm Minh Mạng thứ 11 (1831).

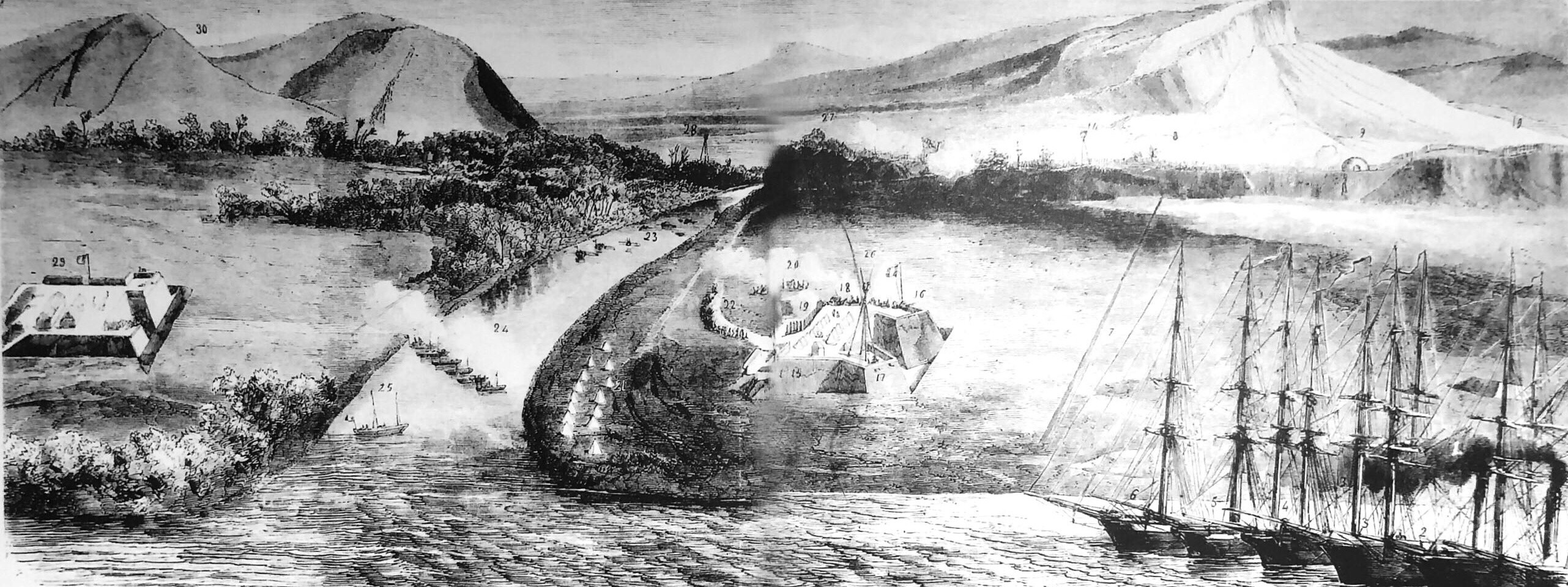
Thành An Hải (bên trái hình) và Thành Điện Hải (bên phải hình) ở cửa biển Đà Nẵng.

Ngày 1 tháng 8 năm 1858, liên quân Pháp-Tây Ban Nha đã mở màn cho cuộc chiến tranh Pháp-Việt bằng việc khai hỏa tấn công Đà Nẵng, khởi đầu cho một cuộc chiến kéo dài 26 năm từ 1858 đến 1884. Thành Điện Hải, trong thời gian đó, đã chịu nhiều đợt tấn công dữ dội từ phía quân địch. Đây là nơi diễn ra những cuộc giằng co đẫm máu giữa quân đội Nhà Nguyễn và liên quân Pháp-Tây Ban Nha trong buổi đầu của cuộc kháng chiến chống thực dân Pháp xâm lược.

### Giai đoạnPháp thuộc
Năm 1885, thực dân Pháp chiếm nước ta thành thuộc địa. Đến năm 1888, Toàn quyền Đông Dương Richaud đã gây sức ép, buộc Triều đình Huế nhượng Đà Nẵng cho Pháp. Dưới sức ép nặng nề từ Pháp, ngày 27 tháng 8 năm Mậu Tý (3-10-1888) vua Đồng Khánh đã ký một đạo dụ gồm 3 khoản, trong đó có khoản nhượng chủ quyền Đà Nẵng cho Pháp để thành lập thành phố Tourane (Đà Nẵng). Nơi đây trở thành nhượng địa của Pháp.
Từ năm 1888, quân đội Pháp đã sử dụng Thành Điện Hải để xây dựng Bệnh viện quân y (Hôpital militaire), nhằm chữa bệnh cho sĩ quan và binh lính Pháp tại khu vực Trung Kỳ. Trong quá trình xây dựng, người Pháp đã phá hủy hoàn toàn các công trình có cấu trúc bằng gỗ lợp ngói trong khuôn viên Thành Điện Hải, chỉ giữ lại các tường thành bằng gạch và các hào bao quanh. Ngoài ra, người Pháp còn đặt thêm một cống ngầm dẫn nước thải của bệnh viện đổ ra sông Hàn ở phía Đông. Đến năm 1900, tướng Pháp Borgnis Desbordes, Tổng chỉ huy quân đội ở Đông Dương, đã tài trợ cho bệnh viện xây dựng một nhà nguyện với tháp cao ở pháo đài Đông Bắc, bên trái phía trước bệnh viện.

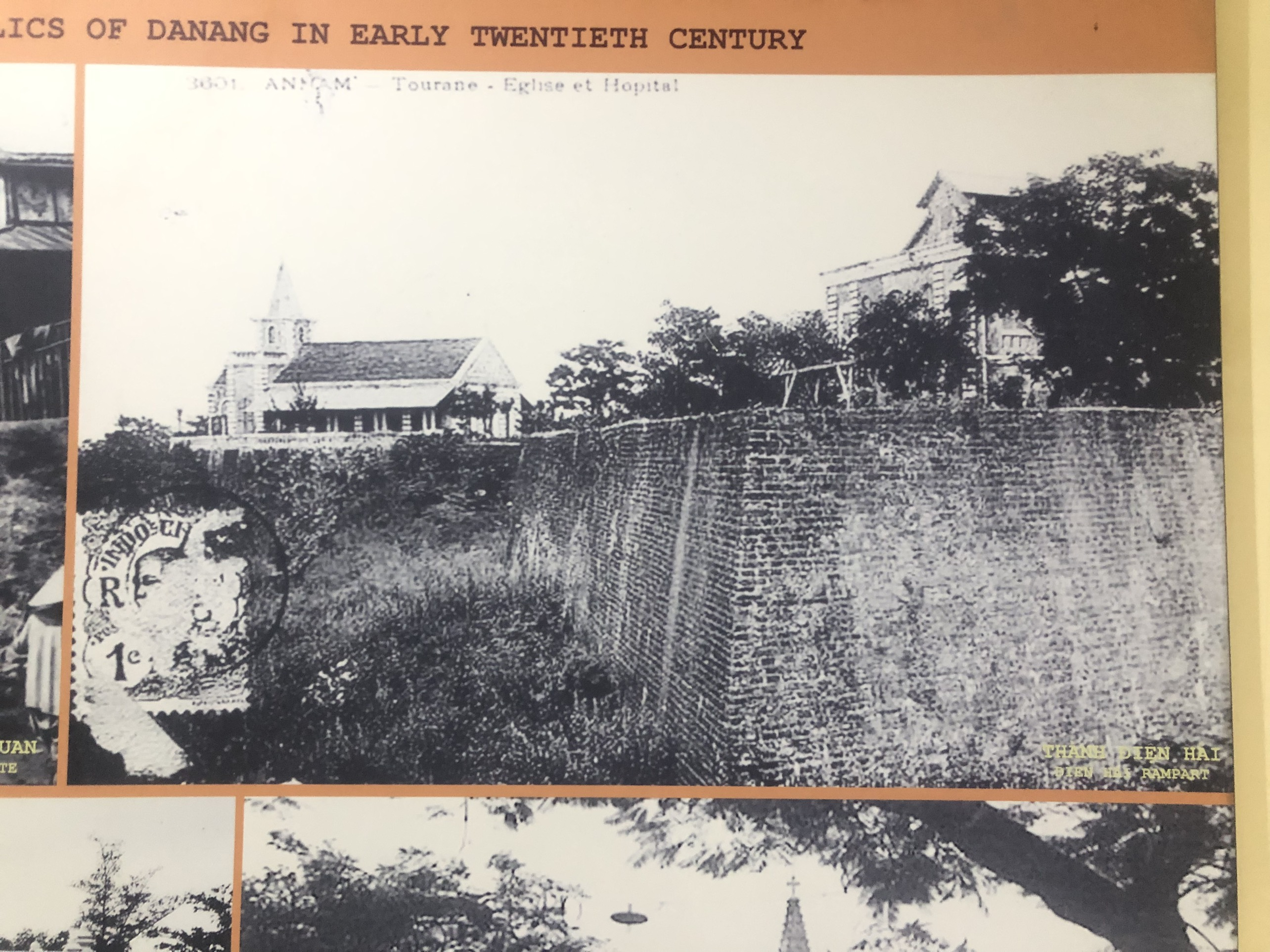
Bệnh viện quân y (Hôpital militaire) và nhà nguyện được Pháp xây dựng trong khuôn viên Thành Điện Hải.

### Giai đoạnChiến tranh Đông Dương
Sau Hiệp định Genève 1954, quân đội Pháp phải rút khỏi Đông Dương, nước ta tạm chia làm hai miền. Tại miền Bắc, quân Pháp rút khỏi Hà Nội và Hải Phòng, vì vậy người Pháp phải đưa các trường Pháp ở ngoài Bắc vào Đà Nẵng, thành lập nên Lycée française de Tourane (Trường Trung học Pháp Đà Nẵng) và sử dụng bệnh viện của quân đội Pháp trong khuôn viên tòa thành làm trụ sở của trường. Về sau, trường này đổi tên thành Lycée Blaise Pascal (Trường Trung học Blaise Pascal). 
Trong thời kỳ chính phủ Bảo Đại, ngôi trường này đã được chuyển giao cho chính quyền Việt Nam, và chuyển đổi sang chương trình giáo dục bằng tiếng Việt, với cái tên mới là Trường Trung học Nguyễn Hiền. Để đáp ứng nhu cầu học tập, một dãy nhà đã được xây dựng bên ngoài Thành Điện Hải để làm phòng học cho học sinh.

### Giai đoạnChiến tranh Việt Nam
Vào đầu năm 1974, chính quyền Sài Gòn đã quyết định thành lập Đại học Cộng đồng Quảng Đà, lấy Trường Trung học Nguyễn Hiền trong khuôn viên Thành Điện Hải làm cơ sở giảng dạy. Tại đây, Hiệu trưởng Ngô Đồng, một nhân viên của tổ chức tình báo Mỹ đã thiết lập lực lượng tử thủ tại Đà Nẵng, nhằm chống lại cách mạng đến cùng trong trường hợp quân giải phóng tiến vào Đà Nẵng. Tuy nhiên, vào ngày 22 tháng 3 năm 1975, Tướng Ngô Quang Trưởng của Việt Nam Cộng hòa đã thông báo cho Ngô Đồng rằng Đà Nẵng sắp không còn được bảo vệ và khuyên ông di tản trường đến Cam Ranh. Vào ngày 29 tháng 3 năm 1975, thành phố Đà Nẵng đuợc giải phóng, đánh dấu sự kết thúc của Đại học Cộng đồng Quảng Đà cũng như lực lượng tử thủ Đà Nẵng do chính quyền Việt Nam Cộng hòa thiết lập.

### Giai đoạn từ năm1975đến nay
Năm 1981, Uỷ ban Nhân dân tỉnh Quảng Nam – Đà Nẵng quyết định sát nhập Xí nghiệp Dược, trạm nghiên cứu Dược liệu, và Công ty dược phẩm trong tỉnh để thành lập Xí nghiệp Liên hiệp Dược Quảng Nam – Đà Nẵng đặt tại Thành Điện Hải. Đến năm 1985, xí nghiệp mở rộng sản xuất, xây dựng mới hai dãy nhà ba tầng, đồng thời cải tạo các công trình cũ do Pháp để lại bên trong thành. Năm 1986, trước sân xí nghiệp, tượng đài danh tướng Nguyễn Tri Phương do nhà điêu khắc Lê Thị Kim Hằng thực hiện đã được dựng lên, tạo thêm dấu ấn lịch sử và văn hóa cho khu vực. 

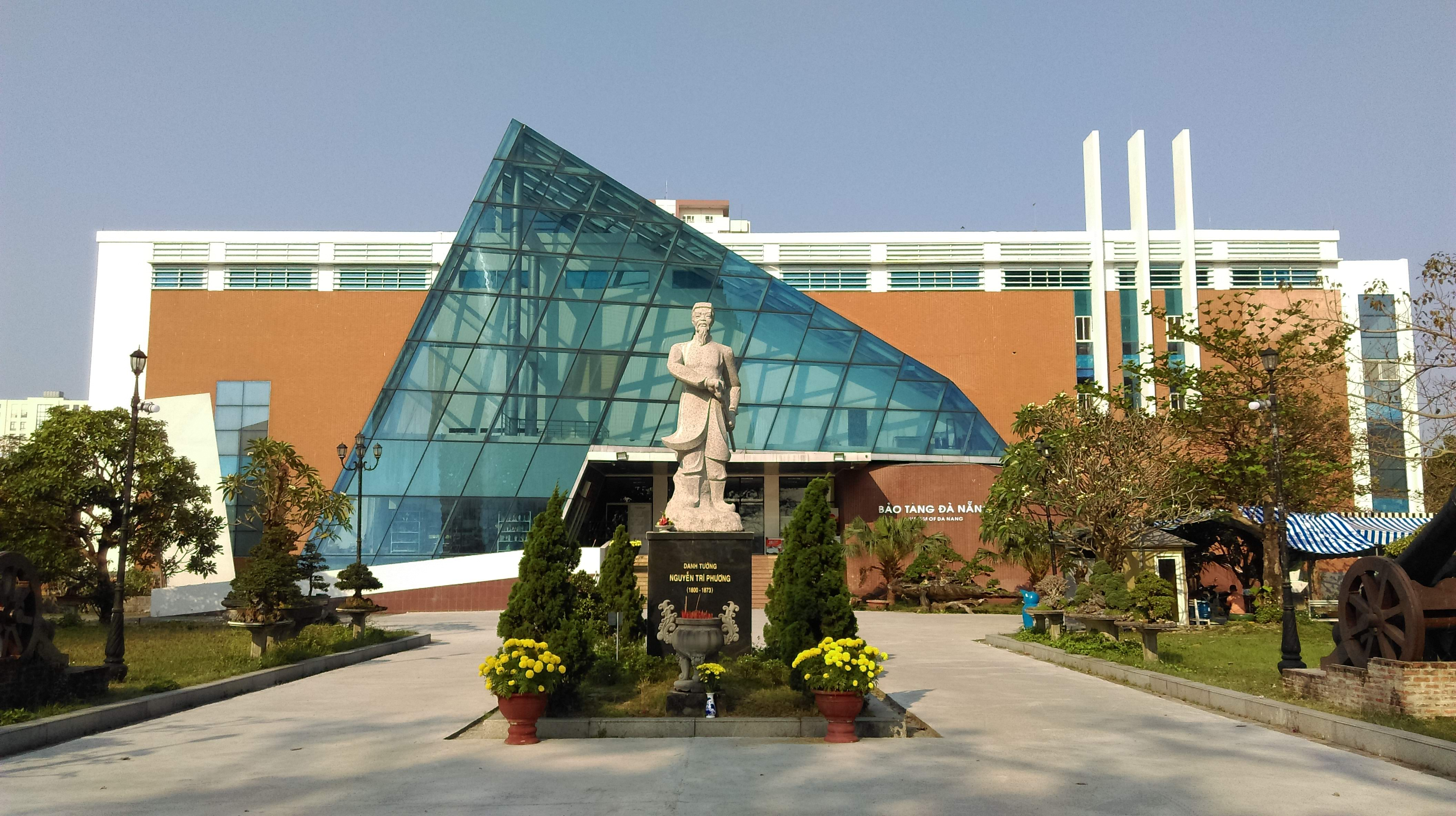
Tượng danh tướng Nguyễn Tri Phương trong khuôn viên Thành cổ Điện Hải, phía sau là Bảo tàng Đà Nẵng hiện nay.

Qua thời gian, Thành Điện Hải đã trải qua nhiều biến cố và sự thay đổi. Hiện tại, di tích này chỉ còn lại hai lớp tường thành vững chãi và hệ thống hào rãnh bao quanh. Những dấu tích của các công trình kiến trúc bên trong hầu hết đã bị xóa sổ hoàn toàn do sự tàn phá của chiến tranh và những cải tạo không đồng nhất từ các chủ nhân sử dụng qua các thời kỳ.
Năm 2005, để bảo tồn giá trị lịch sử và văn hóa của Thành Điện Hải, chính quyền thành phố Đà Nẵng quyết định di dời Xí nghiệp Dược đến một vị trí khác và cho xây dựng Bảo tàng Đà Nẵng ngay trong khuôn viên của thành. Bảo tàng này không chỉ là nơi lưu giữ hiện vật quý giá mà còn là điểm đến cho những ai muốn tìm hiểu về lịch sử phong phú của thành phố và vùng đất Quảng Nam - Đà Nẵng. Hiện nay, di tích Thành Điện Hải nằm trong một vùng tứ giác được bao quanh bởi các con đường Trần Phú ở phía Đông, đường Nguyễn Chí Thanh ở phía Tây, đường Lý Tự Trọng ở phía Bắc và đường Quang Trung ở phía Nam thuộc phường Thạch Thang, quận Hải Châu, thành phố Đà Nẵng.

## Kiến trúc
Thành Điện Hải được cấu trúc từ 3 phần chính, bao gồm Thành (thành trong) - Hào (hào nước) - Quách (thành ngoài). Thành được xây dựng bằng gạch kiên cố với các kích thước và chiều cao khác nhau: chu vi thành là 653,3m, tường thành cao hơn 5m, quách cao hơn 3m, và các hào sâu hơn 3m. Tòa thành tọa lạc trên một mỏm đất cao, có tổng cộng ba cổng, bao gồm cổng chính ở phía Nam và hai cổng ở phía Đông và phía Tây. Tại mỗi cổng thành đều có chiếc cầu bằng gạch bắc qua hào thành.

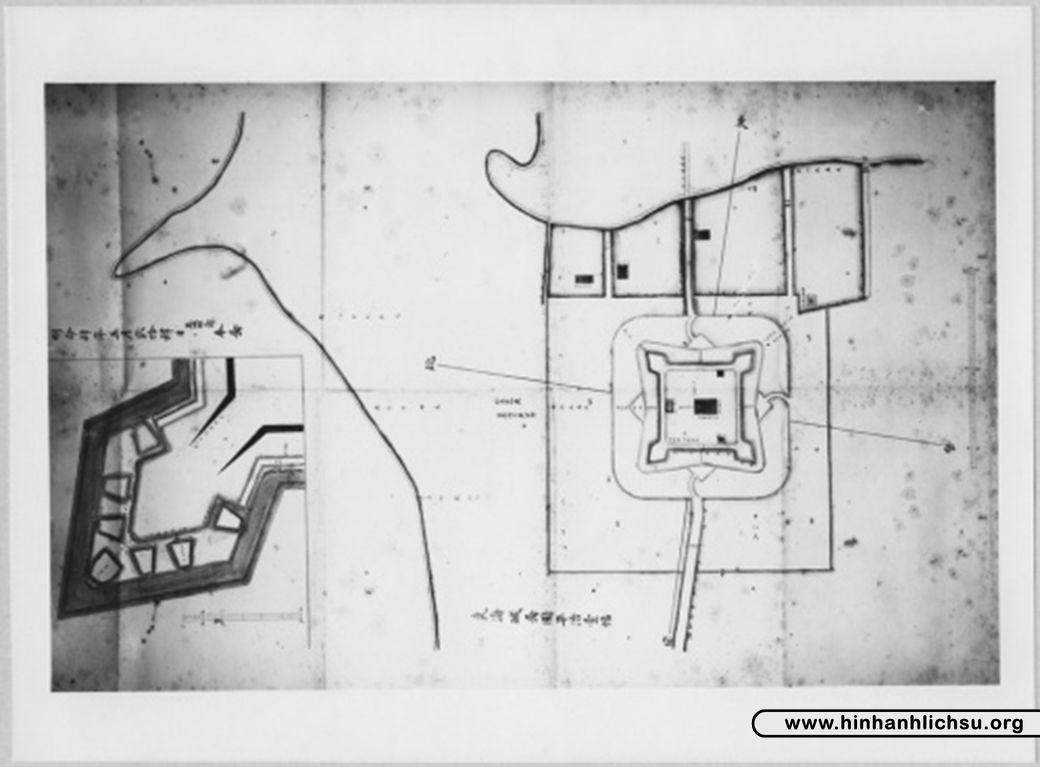
Bản vẽ Thành Điện Hải, Đà Nẵng được thực hiện vào năm thứ 4 của triều đại Minh Mạng

Kiến trúc của Thành Điện Hải được thiết kế theo phong cách kiến trúc Vauban châu Âu, một phong cách kiến trúc nổi tiếng trong lĩnh vực phòng thủ thành lũy, thường xuất hiện ở các công trình kiến trúc cổ của Pháp, kết hợp với các đặc điểm kiến trúc truyền thống phương Đông. Thành được xây dựng với hai vòng thành gồm thành nội (thành) và thành ngoại (quách) cách nhau bởi các hào nước. Tường thành trong cao hơn tường quách bao quanh hào thành. Bốn bức tường quách không thẳng mà hơi lõm vào ở giữa và có bốn góc lồi hình cong. Thành bên trong có dạng hình vuông, án ngữ bốn góc là bốn pháo đài thiết kế theo dạng hình thoi nhô hẳn ra phía ngoài. Các pháo đài phòng thủ này được trang bị những khẩu súng thần công bằng đồng cỡ 6 và 9 ly.
Trong thành, hai con đường chéo chữ thập chia đất thành thành bốn khu, với các đường phụ tạo ra các khu nhỏ hơn, mỗi khu vực này chứa các công trình quan trọng từ nhà ở cho tướng lĩnh và binh sĩ cho đến các kho vũ khí, kho lương thực, xưởng đúc đại bác, sửa chữa vũ khí, hành cung và kỳ đài. Các công trình trong thành nội được xây dựng bằng gỗ lợp ngói âm dương ngoại trừ kỳ đài được xây bằng gạch. Ngoài ra, Thành Điện Hải còn được trang bị tổng cộng 30 ụ súng thần công. Điều này tạo nên một hệ thống kiến trúc phòng thủ đa dạng và hiệu quả bên trong Thành Điện Hải.
Hình ảnh về kiến trúc Thành Điện Hải
- Cổng phía Nam của tòa Thành
- Cầu bằng gạch dẫn vào cổng phía Đông của Thành Điện Hải
- Vết tích cổng phía Tây của Thành Điện Hải
- Tường thành và quách cách nhau bởi hào nước
- Một đoạn tường thành tại Thành cổ Điện Hải
- Một đoạn tường thành tại Thành cổ Điện Hải
- Súng thần công trong khuôn viên Thành cổ Điện Hải
- Súng thần công trong khuôn viên Thành cổ Điện Hải

## Trận Đà Nẵng (1858 - 1860)
Ngày 1 tháng 9 năm 1858, liên quân Pháp – Tây Ban Nha đem 14 tàu chiến bắn những quả đại bác đầu tiên vào các pháo đài trên bán đảo Sơn Trà và Thành Điện Hải, mở đầu cuộc chiến tranh xâm lược nước ta. Sáng ngày 2 tháng 9 năm 1858, một quả đạn đại bác được bắn từ pháo hạm Dragonne làm nổ bùng kho thuốc súng trong thành nội khiến một phần Thành Điện Hải bị đổ sập, quân địch nhanh chóng vượt sông Hàn đánh chiếm tòa thành, mặt trận Đà Nẵng nhanh chóng bị phá vỡ.

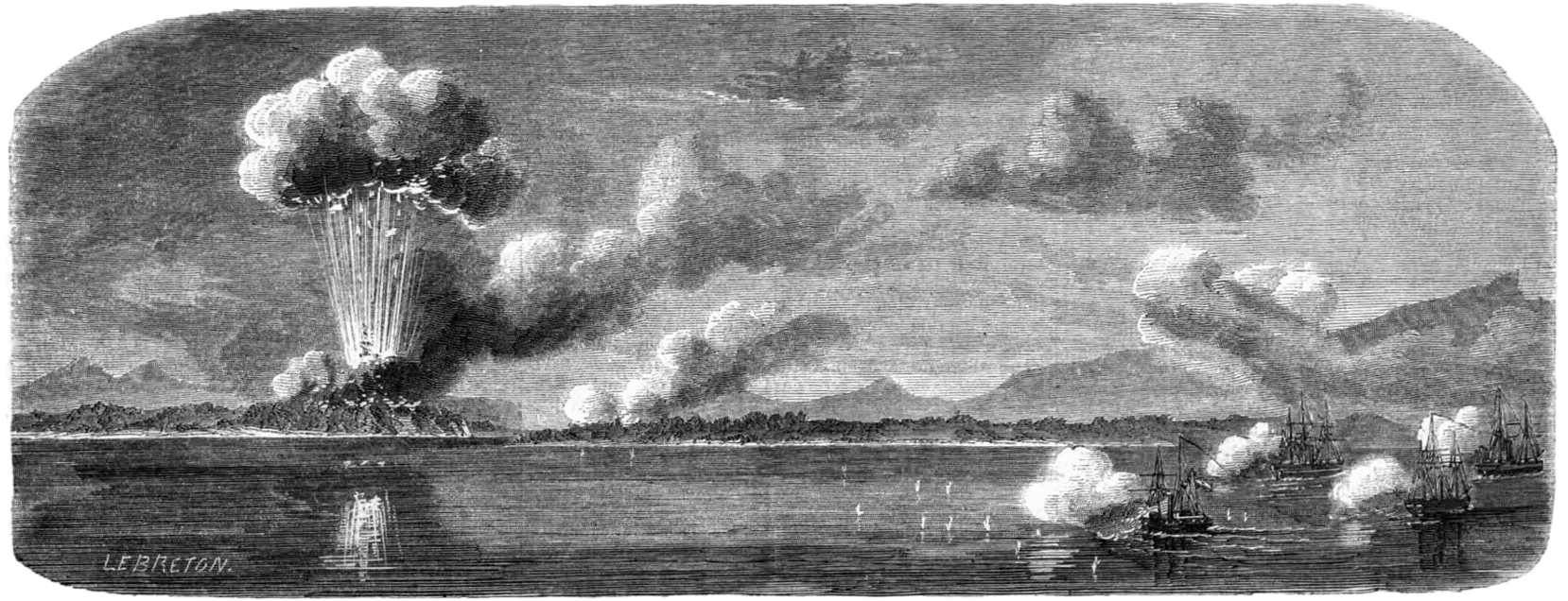
Thành An Hải (cột khói ngoài cùng bên trái) và Thành Điện Hải (cột khói ở giữa) bốc cháy sau khi chịu nhiều đợt tấn công từ Liên quân Pháp-Tây Ban Nha.
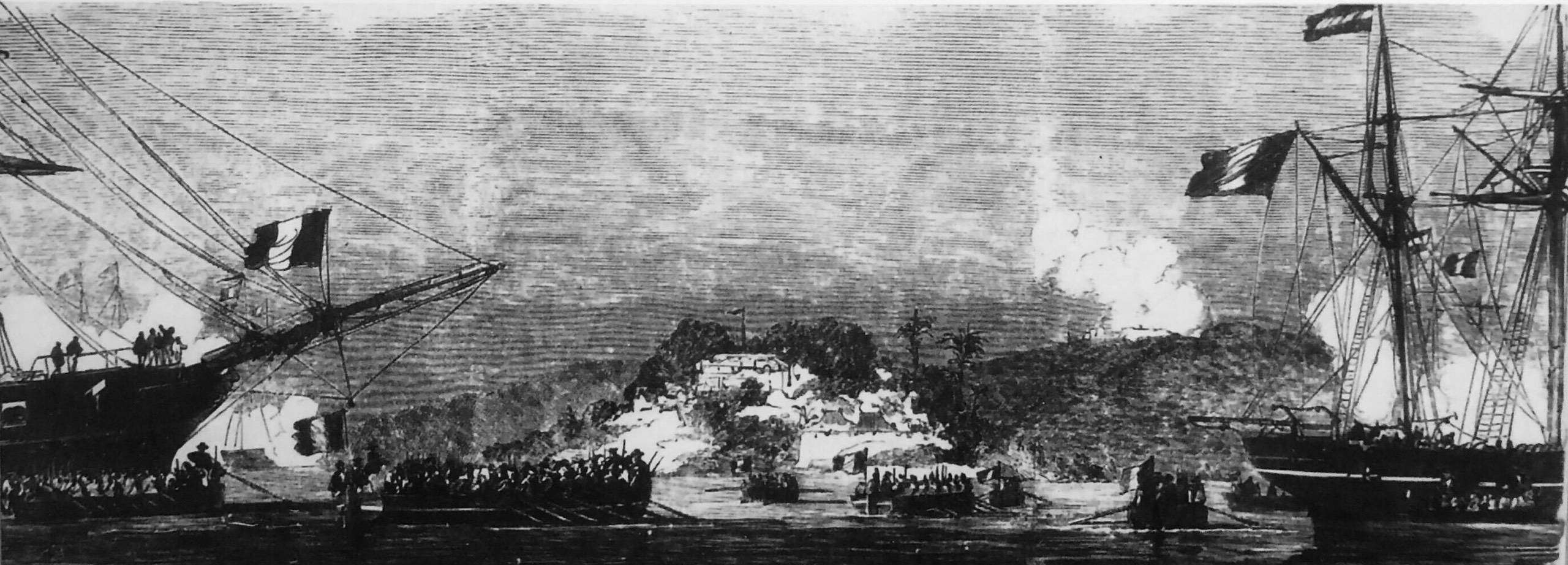
Liên quân Pháp - Tây Ban Nha đổ bộ lên tả ngạn sông Hàn, Đà Nẵng, tấn công Thành Điện Hải vào sáng ngày 2-9-1858
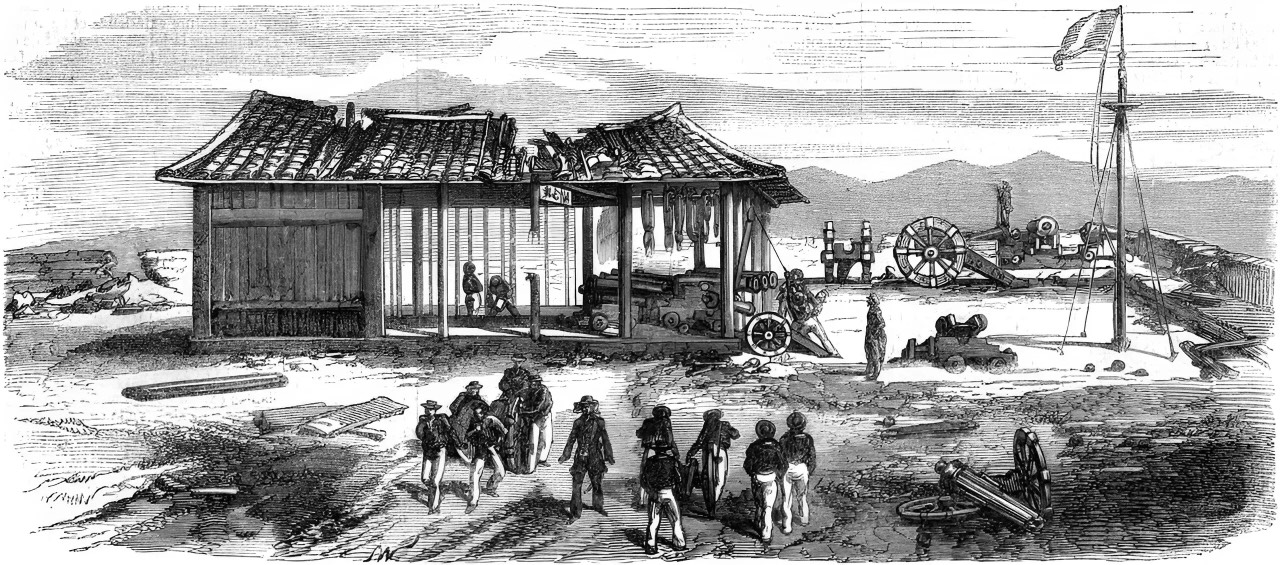
Góc Đông-Nam Thành Điện Hải sau khi bị liên quân Pháp - Tây Ban Nha đánh chiếm lúc 10 giờ sáng ngày 2-9-1858 thể hiện rõ tường thành phía Đông và nhà chứa súng bị hư hại nhiều do trúng đạn pháo.

Trước tình hình chiến sự ngày một căng thẳng, vua Tự Đức cử Nguyễn Tri Phương làm Quân thứ Tổng thống đại thần trực tiếp chỉ huy quân đội chống lại liên quân Pháp – Tây Ban Nha. Khi đến mặt trận Đà Nẵng ông liền cho đắp đồn Liên Trì và đắp một lũy cát từ ngoài bãi biển, vòng vào bao quanh các đồn Hải Châu, Phước Ninh, Thạc Gián cho đến sát Thành Điện Hải. Tòa thành trở thành điểm giằng co đẫm máu. Nhiều lần quân Pháp chiếm được Thành Điện Hải, đặt đại bác tại đây để làm đà tấn công vào hệ thống đồn lũy của nhà Nguyễn trong thành phố. Trong trận đánh kéo dài suốt 18 tháng (9/1858 - 3/1860) giữa ta với Pháp, dưới sự chỉ huy của các tướng lĩnh, đặc biệt là danh tướng Nguyễn Tri Phương, quân đội triều đình và nhân dân Đà Nẵng đã chiến đấu và đẩy lùi hàng chục đợt tấn công của liên quân, khiến cho âm mưu xâm lược Đà Nẵng để mở đường tấn công Kinh đô Huế bất thành, kế hoạch đánh nhanh thắng nhanh của liên quân Pháp -Tây Ban Nha thất bại, đội quân xâm lược buộc phải rời khỏi Đà Nẵng để thực hiện kế hoạch đánh lâu dài, bắt đầu từ Nam Kỳ Lục tỉnh.
Thành Điện Hải, một di tích lịch sử quan trọng của thành phố Đà Nẵng, là tiền đồn chống thực dân Pháp ngay từ buổi đầu khi chúng đặt chân lên đất nước ta. Ngày nay, bên trong Thành Điện Hải có đặt pho tượng của danh tướng Nguyễn Tri Phương do nhà điêu khắc Lê Thị Kim Hằng thực hiện, để tưởng nhớ công lao to lớn của ông và các Nghĩa sĩ đã hy sinh trong trận đầu kháng Pháp giai đoạn 1858 – 1860.

## Giá trị của di tích

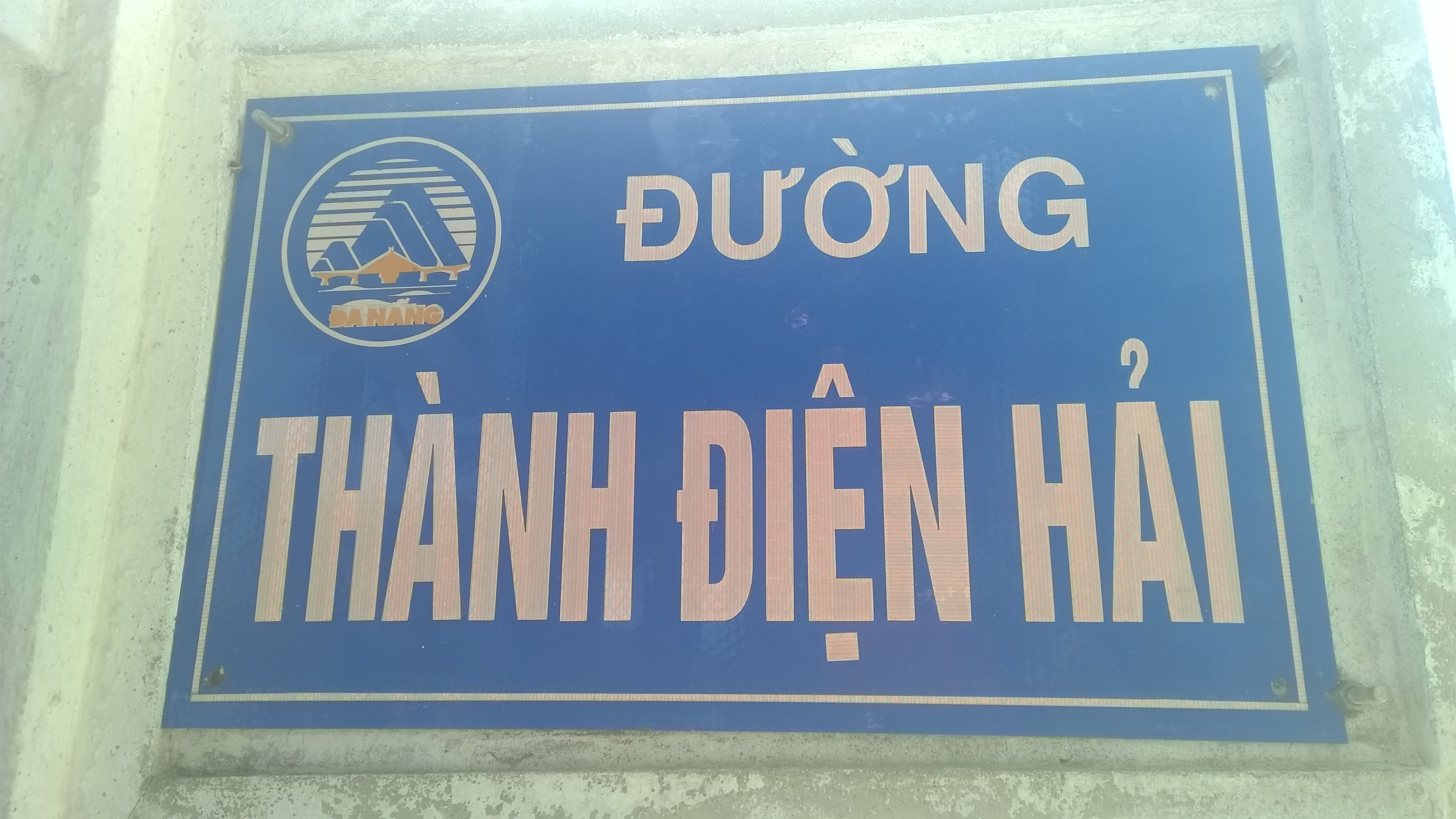
Đường Thành Điện Hải dẫn vào cổng phía Đông của tòa thành.

Thành Điện Hải có giá trị đặc biệt về mặt lịch sử, góp phần đập tan ý đồ đánh nhanh thắng nhanh của Liên quân Pháp - Tây Ban Nha khi nổ súng xâm lược nước ta ở Đà Nẵng vào những năm 1858-1860. Giá trị của trận đánh này ở chỗ đây là mặt trận tấn công đầu tiên của thực dân phương Tây, cụ thể là quân Pháp đối với cuộc chiến xâm lược Việt Nam; đây cũng là trận đánh thể hiện sự đồng lòng của cả dân tộc khi các nghĩa sĩ ngoài Bắc và cả nước đã dâng biểu và đưa nghĩa binh của mình vào sát cánh cùng nhân dân Đà Nẵng chống kẻ thù xâm lược, là thắng lợi duy nhất của quân ta trong buổi đầu chống thực dân Pháp xâm lược. Tuy trải qua thời gian dài bị chiến tranh và thiên nhiên tàn phá, tòa thành vẫn hiên ngang đứng vững như minh chứng cho những trang sử hào hùng, tinh thần bất khuất, quật cường của người Việt Nam trong buổi đầu chống giặc ngoại xâm.
Thành Điện Hải là loại hình kiến trúc quân sự gồm thành lũy và pháo đài, được thiết kế theo kiểu Vauban (tên một vị tướng công binh người Pháp đã nghĩ ra kiểu thành này), đây là một loại hình kiến trúc quân sự phổ biến thời bấy giờ. Loại hình kiến trúc này được du nhập từ Châu Âu vào nước ta khoảng thế kỷ 18-19. Hiện tại, các thành dạng này còn lại không nhiều và hầu như không còn nguyên vẹn. Thành Điện Hải là một trong những di tích còn khá rõ nét về quy mô tòa thành, mang nhiều giá trị về kiến trúc quân sự với tường cao, hào sâu, thể hiện sự vững chắc của một tòa thành quân sự.
Với những giá trị đặc biệt trên, ngày 16 tháng 11 năm 1988, Thành Điện Hải đã được Bộ Văn hóa - Thông tin xếp hạng là di tích lịch sử quốc gia. Đến ngày 25 tháng 12 năm 2017, Thủ tướng Chính phủ ký Quyết định số 2082/QĐ-TTg công nhận Thành Điện Hải là di tích quốc gia đặc biệt.. Tên của thành trì cổ này được đặt cho một con đường trong trung tâm thành phố Đà Nẵng, con đường dẫn vào cổng phía Đông của tòa thành.